# Bugre
Bugre är en kommun i Brasilien.   Den ligger i delstaten Minas Gerais, i den sydöstra delen av landet, 700 km sydost om huvudstaden Brasília. Antalet invånare är 3 990. Arean är 162 kvadratkilometer.
Terrängen i Bugre är kuperad åt sydost, men åt nordväst är den platt.
Omgivningarna runt Bugre är huvudsakligen savann. Runt Bugre är det ganska glesbefolkat, med 40 invånare per kvadratkilometer.